# Peltoperla tarteri
Peltoperla tarteri är en bäcksländeart som beskrevs av Bill P.Stark och Boris C. Kondratieff 1987. Peltoperla tarteri ingår i släktet Peltoperla och familjen Peltoperlidae. Inga underarter finns listade i Catalogue of Life.